# Ján Lišivka
Ján Lišivka (* 20. května 1964) je bývalý slovenský fotbalista, obránce.

## Fotbalová kariéra
Hrál za DAC Dunajská Streda. V československé lize nastoupil ve 4 utkáních. Ve slovenské lize nastoupil za Trnavu v 6 utkáních.

## Ligová bilance
| Ročník          | Zápasy | Góly | Klub                |
| --------------- | ------ | ---- | ------------------- |
| I. liga 1989/90 | 4      | 0    | DAC Dunajská Streda |
| I. liga 1993/94 | 6      | 0    | Spartak Trnava      |
| CELKEM          | 10     | 0    |                     |